# Theresia van Bourbon-Sicilië
Theresia Maria Christina van Bourbon (Napels (Italië), 14 maart 1822 – Porto (Portugal), 28 december 1889), prinses van Beide Siciliën, was een dochter van koning Frans I der Beide Siciliën. Ze trouwde met keizer Peter II van Brazilië.

## Leven
Prinses Theresia werd in 1822 geboren als het tiende kind en de zesde dochter van koning Frans I en koningin Maria Isabella van Beide Siciliën. Haar moeder was een dochter van koning Karel IV van Spanje. Maria Antonia had elf broers en zussen, van wie een groot aantal met familie trouwde.
Theresia trad op 4 september 1843 in Rio de Janeiro in het huwelijk met keizer Peter II (1825-1891). Zijn moeder was een kleindochter van koning Ferdinand I der Beide Siciliën, Theresia's grootvader, en dus een nicht van Theresia. De eerste jaren van het huwelijk verliepen moeizaam, maar in de loop der jaren kon Peter, die zelf zijn moeder op jonge leeftijd verloor, het moederlijke karakter van Theresia zeer waarderen.
Ze stierf in 1889 op 67-jarige leeftijd in Porto. Ze werd begraven op de begraafplaats van het klooster São Vicente de Fora in Lissabon. In 1920 werd ze herbegraven in de Braziliaanse stad Petrópolis.

## Kinderen
Uit het huwelijk van Theresia en Peter werden vier kinderen geboren.
- Alfons (1845-1847), op zeer jonge leeftijd gestorven
- Isabella (29 juni 1846 - 14 november 1921), gehuwd met Gaston van Orléans, comte d'Eu, een kleinzoon van koning Lodewijk Filips I van Frankrijk.
- Leopoldina (13 juli 1847 - 7 februari 1871), gehuwd met prins Augustus van Saksen-Coburg-Gotha.
- Peter (1848-1850)

## Kwartierstaat
| Frans I Stefan van Lotharingen (1708–1765)       | Frans I Stefan van Lotharingen (1708–1765)       | Frans I Stefan van Lotharingen (1708–1765)       | Frans I Stefan van Lotharingen (1708–1765)       | Frans I Stefan van Lotharingen (1708–1765)       | Frans I Stefan van Lotharingen (1708–1765)       |                                           |                                           | Maria Theresia van Oostenrijk (1717-1780)       | Maria Theresia van Oostenrijk (1717-1780)       | Maria Theresia van Oostenrijk (1717-1780)       | Maria Theresia van Oostenrijk (1717-1780)       | Maria Theresia van Oostenrijk (1717-1780)       | Maria Theresia van Oostenrijk (1717-1780)       |                                        |                                        | Karel III van Spanje (1716-1788)            | Karel III van Spanje (1716-1788)            | Karel III van Spanje (1716-1788)            | Karel III van Spanje (1716-1788)            | Karel III van Spanje (1716-1788)            | Karel III van Spanje (1716-1788)            |  |  | Maria Amalia van Saksen (1724-1760)            | Maria Amalia van Saksen (1724-1760)            | Maria Amalia van Saksen (1724-1760)            | Maria Amalia van Saksen (1724-1760)            | Maria Amalia van Saksen (1724-1760)            | Maria Amalia van Saksen (1724-1760)            |                                 |                                 | Filips van Parma (1720-1765)                  | Filips van Parma (1720-1765)                  | Filips van Parma (1720-1765)                  | Filips van Parma (1720-1765)                  | Filips van Parma (1720-1765)                  | Filips van Parma (1720-1765)                  |                                    |                                    | Louise Elisabeth van Frankrijk (1727-1759) | Louise Elisabeth van Frankrijk (1727-1759) | Louise Elisabeth van Frankrijk (1727-1759) | Louise Elisabeth van Frankrijk (1727-1759) | Louise Elisabeth van Frankrijk (1727-1759) | Louise Elisabeth van Frankrijk (1727-1759) |  |  |                      |                      |                      |                      |                      |                      |
| Frans I Stefan van Lotharingen (1708–1765)       | Frans I Stefan van Lotharingen (1708–1765)       | Frans I Stefan van Lotharingen (1708–1765)       | Frans I Stefan van Lotharingen (1708–1765)       | Frans I Stefan van Lotharingen (1708–1765)       | Frans I Stefan van Lotharingen (1708–1765)       |                                           |                                           | Maria Theresia van Oostenrijk (1717-1780)       | Maria Theresia van Oostenrijk (1717-1780)       | Maria Theresia van Oostenrijk (1717-1780)       | Maria Theresia van Oostenrijk (1717-1780)       | Maria Theresia van Oostenrijk (1717-1780)       | Maria Theresia van Oostenrijk (1717-1780)       |                                        |                                        | Karel III van Spanje (1716-1788)            | Karel III van Spanje (1716-1788)            | Karel III van Spanje (1716-1788)            | Karel III van Spanje (1716-1788)            | Karel III van Spanje (1716-1788)            | Karel III van Spanje (1716-1788)            |  |  | Maria Amalia van Saksen (1724-1760)            | Maria Amalia van Saksen (1724-1760)            | Maria Amalia van Saksen (1724-1760)            | Maria Amalia van Saksen (1724-1760)            | Maria Amalia van Saksen (1724-1760)            | Maria Amalia van Saksen (1724-1760)            |                                 |                                 | Filips van Parma (1720-1765)                  | Filips van Parma (1720-1765)                  | Filips van Parma (1720-1765)                  | Filips van Parma (1720-1765)                  | Filips van Parma (1720-1765)                  | Filips van Parma (1720-1765)                  |                                    |                                    | Louise Elisabeth van Frankrijk (1727-1759) | Louise Elisabeth van Frankrijk (1727-1759) | Louise Elisabeth van Frankrijk (1727-1759) | Louise Elisabeth van Frankrijk (1727-1759) | Louise Elisabeth van Frankrijk (1727-1759) | Louise Elisabeth van Frankrijk (1727-1759) |  |  |                      |                      |                      |                      |                      |                      |
|                                                  |                                                  |                                                  |                                                  |                                                  |                                                  |                                           |                                           |                                                 |                                                 |                                                 |                                                 |                                                 |                                                 |                                        |                                        |                                             |                                             |                                             |                                             |                                             |                                             |  |  |                                                |                                                |                                                |                                                |                                                |                                                |                                 |                                 |                                               |                                               |                                               |                                               |                                               |                                               |                                    |                                    |                                            |                                            |                                            |                                            |                                            |                                            |  |  |                      |                      |                      |                      |                      |                      |
|                                                  |                                                  |                                                  |                                                  |                                                  |                                                  |                                           |                                           |                                                 |                                                 |                                                 |                                                 |                                                 |                                                 |                                        |                                        |                                             |                                             |                                             |                                             |                                             |                                             |  |  |                                                |                                                |                                                |                                                |                                                |                                                |                                 |                                 |                                               |                                               |                                               |                                               |                                               |                                               |                                    |                                    |                                            |                                            |                                            |                                            |                                            |                                            |  |  |                      |                      |                      |                      |                      |                      |
|                                                  |                                                  |                                                  |                                                  | Maria Carolina van Oostenrijk (1752-1814)        | Maria Carolina van Oostenrijk (1752-1814)        | Maria Carolina van Oostenrijk (1752-1814) | Maria Carolina van Oostenrijk (1752-1814) | Maria Carolina van Oostenrijk (1752-1814)       | Maria Carolina van Oostenrijk (1752-1814)       |                                                 |                                                 |                                                 |                                                 |                                        |                                        | Ferdinand I der Beide Siciliën (1751-1825)  | Ferdinand I der Beide Siciliën (1751-1825)  | Ferdinand I der Beide Siciliën (1751-1825)  | Ferdinand I der Beide Siciliën (1751-1825)  | Ferdinand I der Beide Siciliën (1751-1825)  | Ferdinand I der Beide Siciliën (1751-1825)  |  |  |                                                |                                                | Karel IV van Spanje (1748-1819)                | Karel IV van Spanje (1748-1819)                | Karel IV van Spanje (1748-1819)                | Karel IV van Spanje (1748-1819)                | Karel IV van Spanje (1748-1819) | Karel IV van Spanje (1748-1819) |                                               |                                               |                                               |                                               |                                               |                                               | Maria Louisa van Parma (1751-1819) | Maria Louisa van Parma (1751-1819) | Maria Louisa van Parma (1751-1819)         | Maria Louisa van Parma (1751-1819)         | Maria Louisa van Parma (1751-1819)         | Maria Louisa van Parma (1751-1819)         |                                            |                                            |  |  |                      |                      |                      |                      |                      |                      |
|                                                  |                                                  |                                                  |                                                  | Maria Carolina van Oostenrijk (1752-1814)        | Maria Carolina van Oostenrijk (1752-1814)        | Maria Carolina van Oostenrijk (1752-1814) | Maria Carolina van Oostenrijk (1752-1814) | Maria Carolina van Oostenrijk (1752-1814)       | Maria Carolina van Oostenrijk (1752-1814)       |                                                 |                                                 |                                                 |                                                 |                                        |                                        | Ferdinand I der Beide Siciliën (1751-1825)  | Ferdinand I der Beide Siciliën (1751-1825)  | Ferdinand I der Beide Siciliën (1751-1825)  | Ferdinand I der Beide Siciliën (1751-1825)  | Ferdinand I der Beide Siciliën (1751-1825)  | Ferdinand I der Beide Siciliën (1751-1825)  |  |  |                                                |                                                | Karel IV van Spanje (1748-1819)                | Karel IV van Spanje (1748-1819)                | Karel IV van Spanje (1748-1819)                | Karel IV van Spanje (1748-1819)                | Karel IV van Spanje (1748-1819) | Karel IV van Spanje (1748-1819) |                                               |                                               |                                               |                                               |                                               |                                               | Maria Louisa van Parma (1751-1819) | Maria Louisa van Parma (1751-1819) | Maria Louisa van Parma (1751-1819)         | Maria Louisa van Parma (1751-1819)         | Maria Louisa van Parma (1751-1819)         | Maria Louisa van Parma (1751-1819)         |                                            |                                            |  |  |                      |                      |                      |                      |                      |                      |
|                                                  |                                                  |                                                  |                                                  |                                                  |                                                  |                                           |                                           |                                                 |                                                 | Frans I der Beide Siciliën (1777-1830)          | Frans I der Beide Siciliën (1777-1830)          | Frans I der Beide Siciliën (1777-1830)          | Frans I der Beide Siciliën (1777-1830)          | Frans I der Beide Siciliën (1777-1830) | Frans I der Beide Siciliën (1777-1830) |                                             |                                             |                                             |                                             |                                             |                                             |  |  |                                                |                                                |                                                |                                                |                                                |                                                |                                 |                                 | Maria Isabella van Bourbon (1789-1848)        | Maria Isabella van Bourbon (1789-1848)        | Maria Isabella van Bourbon (1789-1848)        | Maria Isabella van Bourbon (1789-1848)        | Maria Isabella van Bourbon (1789-1848)        | Maria Isabella van Bourbon (1789-1848)        |                                    |                                    |                                            |                                            |                                            |                                            |                                            |                                            |  |  |                      |                      |                      |                      |                      |                      |
|                                                  |                                                  |                                                  |                                                  |                                                  |                                                  |                                           |                                           |                                                 |                                                 | Frans I der Beide Siciliën (1777-1830)          | Frans I der Beide Siciliën (1777-1830)          | Frans I der Beide Siciliën (1777-1830)          | Frans I der Beide Siciliën (1777-1830)          | Frans I der Beide Siciliën (1777-1830) | Frans I der Beide Siciliën (1777-1830) |                                             |                                             |                                             |                                             |                                             |                                             |  |  |                                                |                                                |                                                |                                                |                                                |                                                |                                 |                                 | Maria Isabella van Bourbon (1789-1848)        | Maria Isabella van Bourbon (1789-1848)        | Maria Isabella van Bourbon (1789-1848)        | Maria Isabella van Bourbon (1789-1848)        | Maria Isabella van Bourbon (1789-1848)        | Maria Isabella van Bourbon (1789-1848)        |                                    |                                    |                                            |                                            |                                            |                                            |                                            |                                            |  |  |                      |                      |                      |                      |                      |                      |
|                                                  |                                                  |                                                  |                                                  |                                                  |                                                  |                                           |                                           |                                                 |                                                 |                                                 |                                                 |                                                 |                                                 |                                        |                                        |                                             |                                             |                                             |                                             |                                             |                                             |  |  |                                                |                                                |                                                |                                                |                                                |                                                |                                 |                                 |                                               |                                               |                                               |                                               |                                               |                                               |                                    |                                    |                                            |                                            |                                            |                                            |                                            |                                            |  |  |                      |                      |                      |                      |                      |                      |
|                                                  |                                                  |                                                  |                                                  |                                                  |                                                  |                                           |                                           |                                                 |                                                 |                                                 |                                                 |                                                 |                                                 |                                        |                                        |                                             |                                             |                                             |                                             |                                             |                                             |  |  |                                                |                                                |                                                |                                                |                                                |                                                |                                 |                                 |                                               |                                               |                                               |                                               |                                               |                                               |                                    |                                    |                                            |                                            |                                            |                                            |                                            |                                            |  |  |                      |                      |                      |                      |                      |                      |
| Louise Charlotte van Bourbon-Sicilië (1804-1844) | Louise Charlotte van Bourbon-Sicilië (1804-1844) | Louise Charlotte van Bourbon-Sicilië (1804-1844) | Louise Charlotte van Bourbon-Sicilië (1804-1844) | Louise Charlotte van Bourbon-Sicilië (1804-1844) | Louise Charlotte van Bourbon-Sicilië (1804-1844) |                                           |                                           | Maria Christina van Bourbon-Sicilië (1806-1878) | Maria Christina van Bourbon-Sicilië (1806-1878) | Maria Christina van Bourbon-Sicilië (1806-1878) | Maria Christina van Bourbon-Sicilië (1806-1878) | Maria Christina van Bourbon-Sicilië (1806-1878) | Maria Christina van Bourbon-Sicilië (1806-1878) |                                        |                                        | Ferdinand II der Beide Siciliën (1810-1859) | Ferdinand II der Beide Siciliën (1810-1859) | Ferdinand II der Beide Siciliën (1810-1859) | Ferdinand II der Beide Siciliën (1810-1859) | Ferdinand II der Beide Siciliën (1810-1859) | Ferdinand II der Beide Siciliën (1810-1859) |  |  | Leopold van Bourbon-Beide Siciliën (1814-1860) | Leopold van Bourbon-Beide Siciliën (1814-1860) | Leopold van Bourbon-Beide Siciliën (1814-1860) | Leopold van Bourbon-Beide Siciliën (1814-1860) | Leopold van Bourbon-Beide Siciliën (1814-1860) | Leopold van Bourbon-Beide Siciliën (1814-1860) |                                 |                                 | Maria Antonia van Bourbon-Sicilië (1814-1898) | Maria Antonia van Bourbon-Sicilië (1814-1898) | Maria Antonia van Bourbon-Sicilië (1814-1898) | Maria Antonia van Bourbon-Sicilië (1814-1898) | Maria Antonia van Bourbon-Sicilië (1814-1898) | Maria Antonia van Bourbon-Sicilië (1814-1898) |                                    |                                    | Theresia van Bourbon-Sicilië (1822-1889)   | Theresia van Bourbon-Sicilië (1822-1889)   | Theresia van Bourbon-Sicilië (1822-1889)   | Theresia van Bourbon-Sicilië (1822-1889)   | Theresia van Bourbon-Sicilië (1822-1889)   | Theresia van Bourbon-Sicilië (1822-1889)   |  |  | 4 broers en 2 zussen | 4 broers en 2 zussen | 4 broers en 2 zussen | 4 broers en 2 zussen | 4 broers en 2 zussen | 4 broers en 2 zussen |

## Galerij

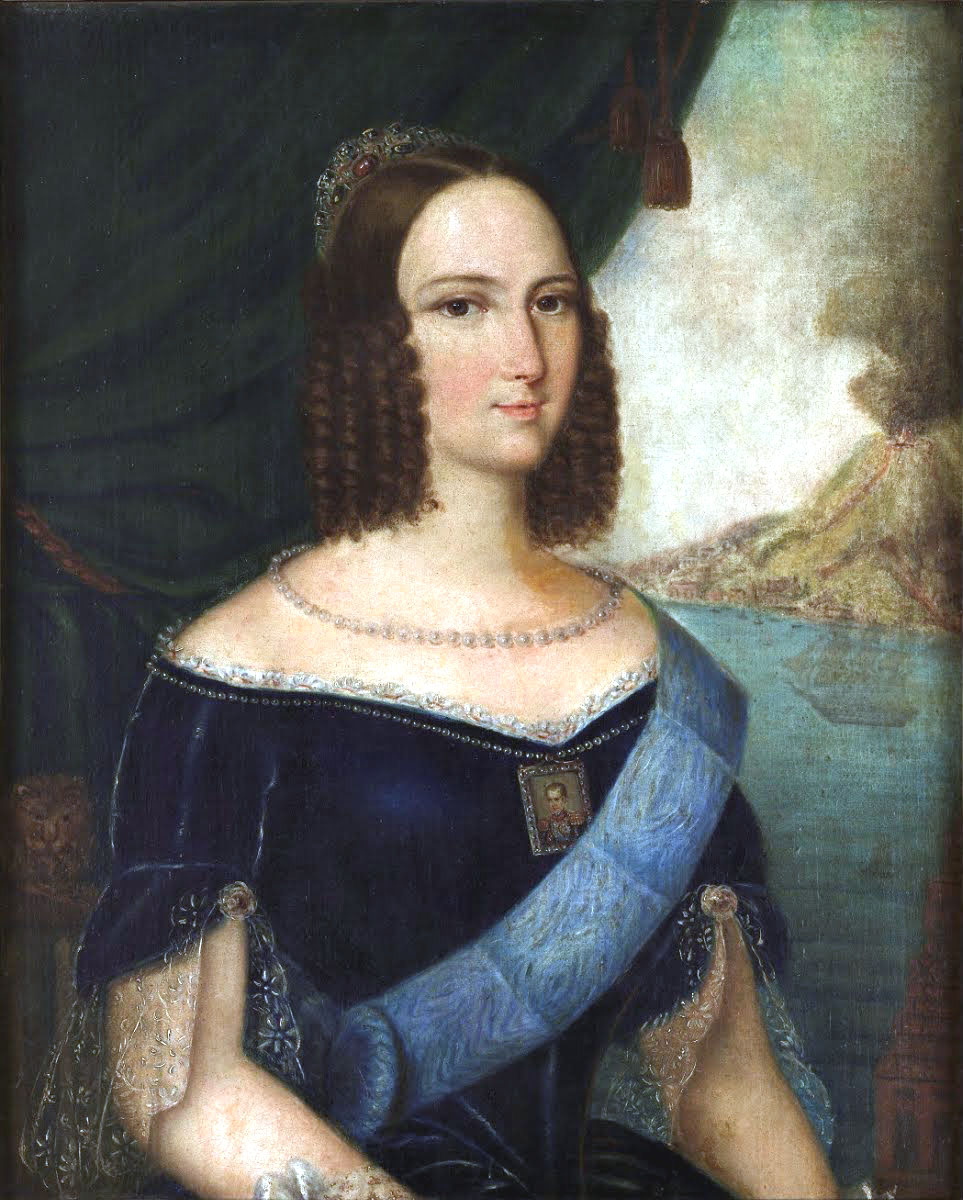
Keizerin Theresia Christina (ca.1843), José Correia de Lima, Museu Imperial (Petrópolis)
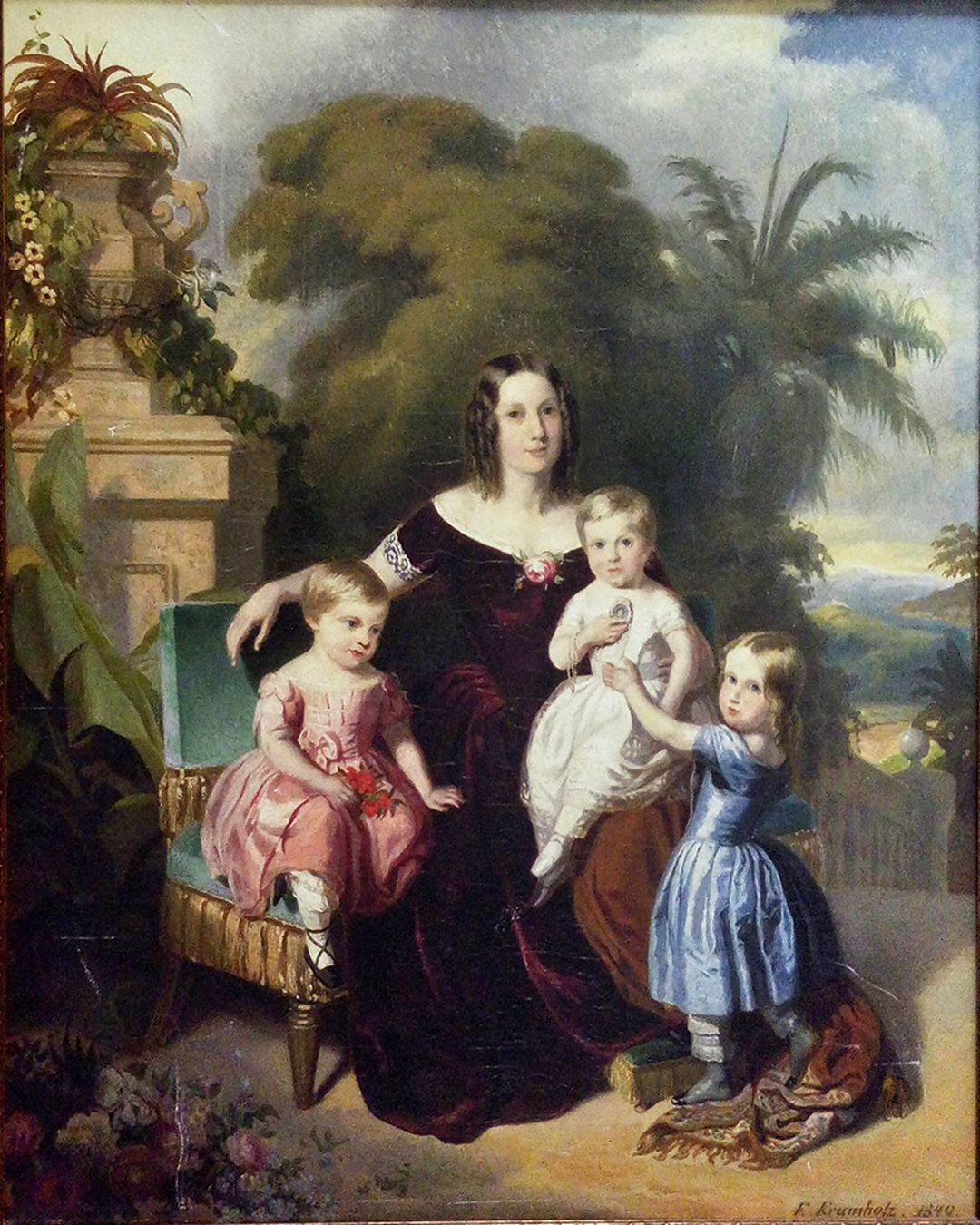
Keizerin van Brazilië en haar drie kinderen, Isabella, Leopoldine en Peter, in het park van São Cristo, in Rio de Janeiro (1849), Ferdinand Krumholz
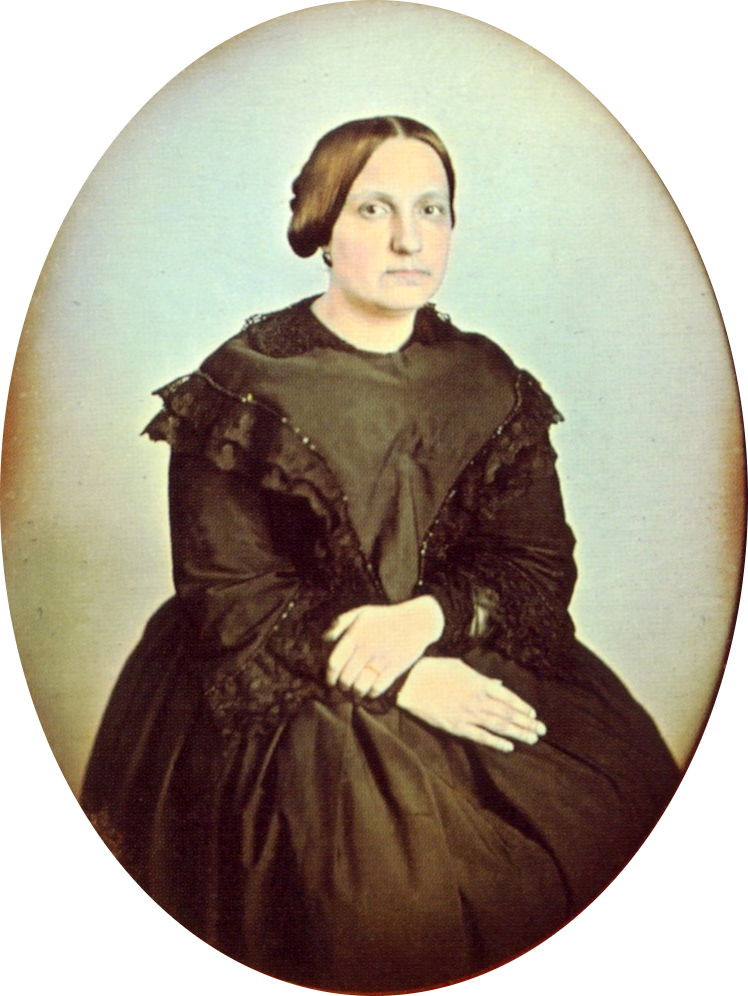
Keizerin Theresia Christina van Brazilië (1851), Abram-Louis Buvelot
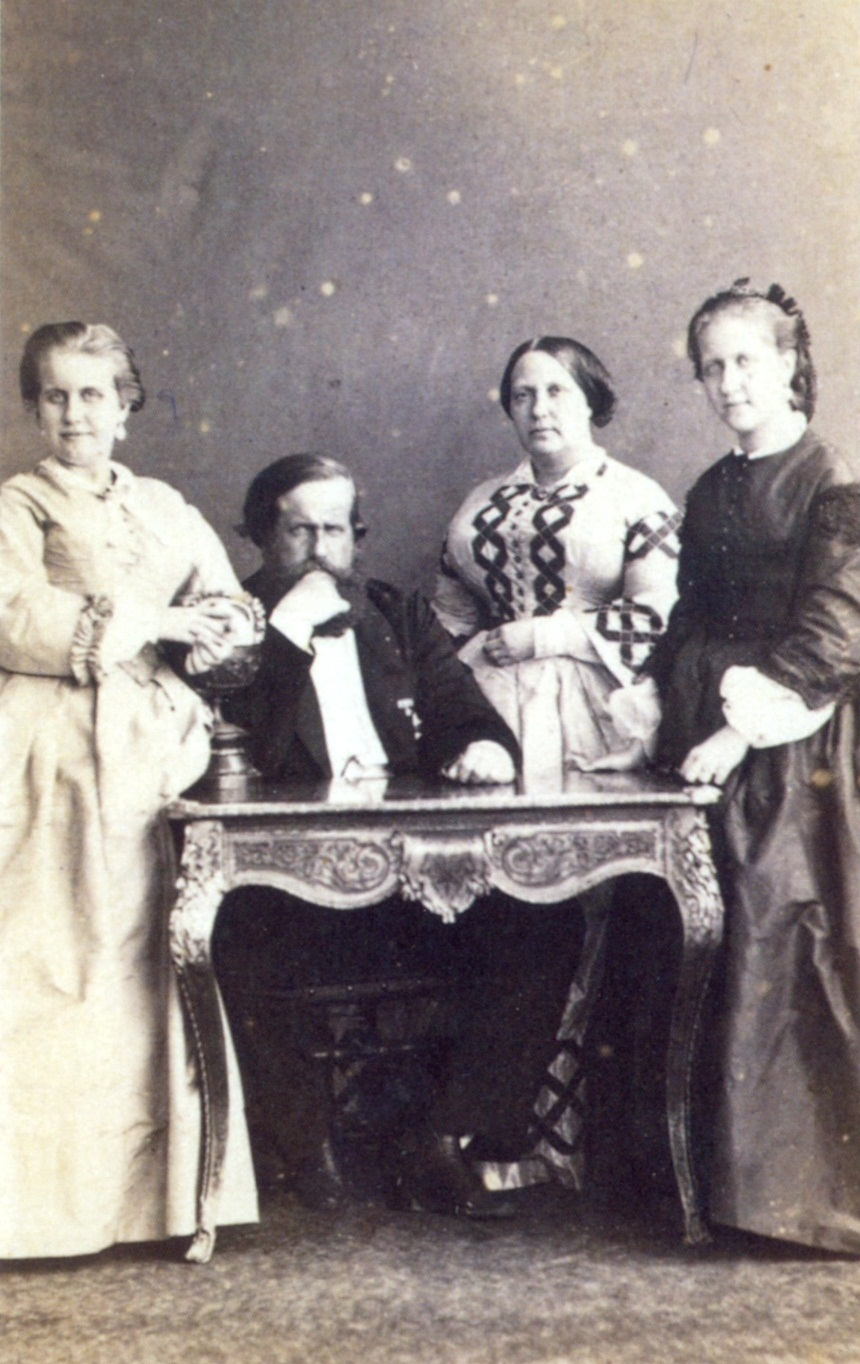
De Braziliaanse keizerlijke familie, van links naar rechts, Leopoldina, Peter II, Theresia Christina en Isabella (ca.1863), Joaquim José Insley Pacheco
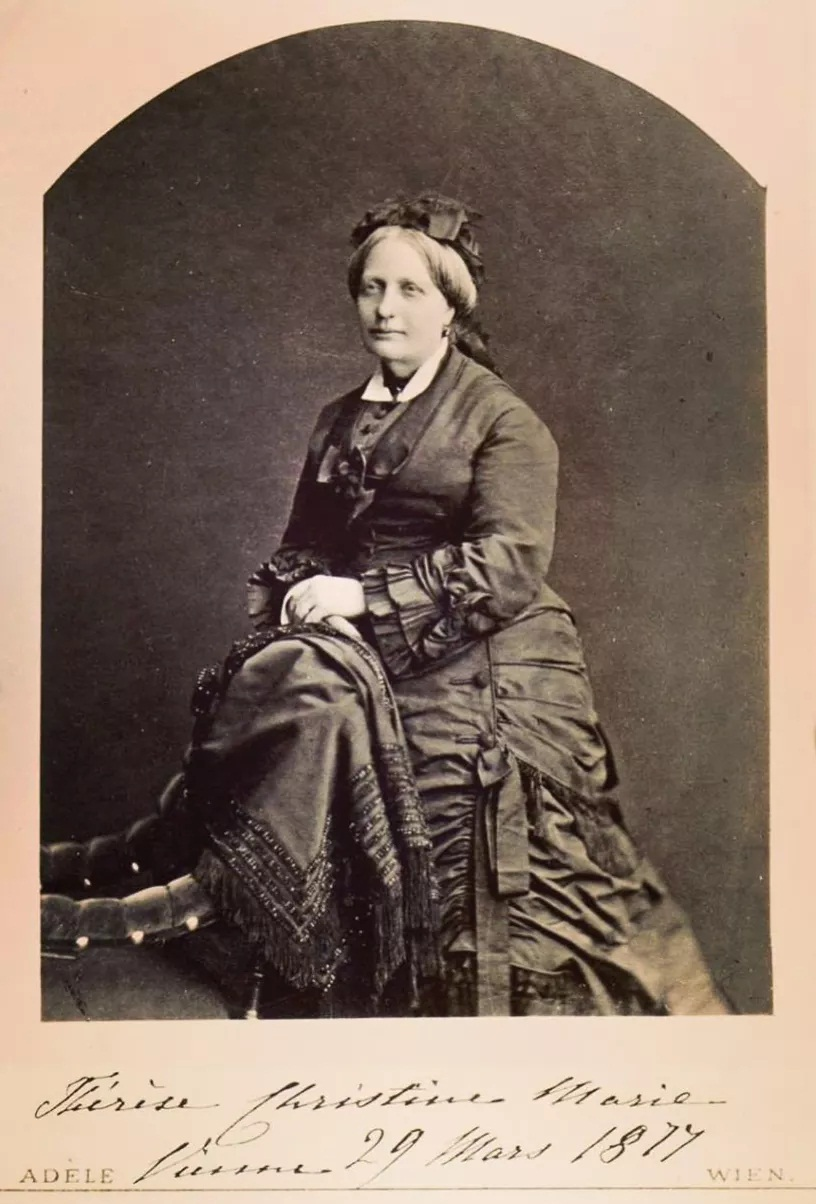
Keizerin Theresia Christina in Wenen, Oostenrijk (1877), Adele Perlmutter-Heilperin
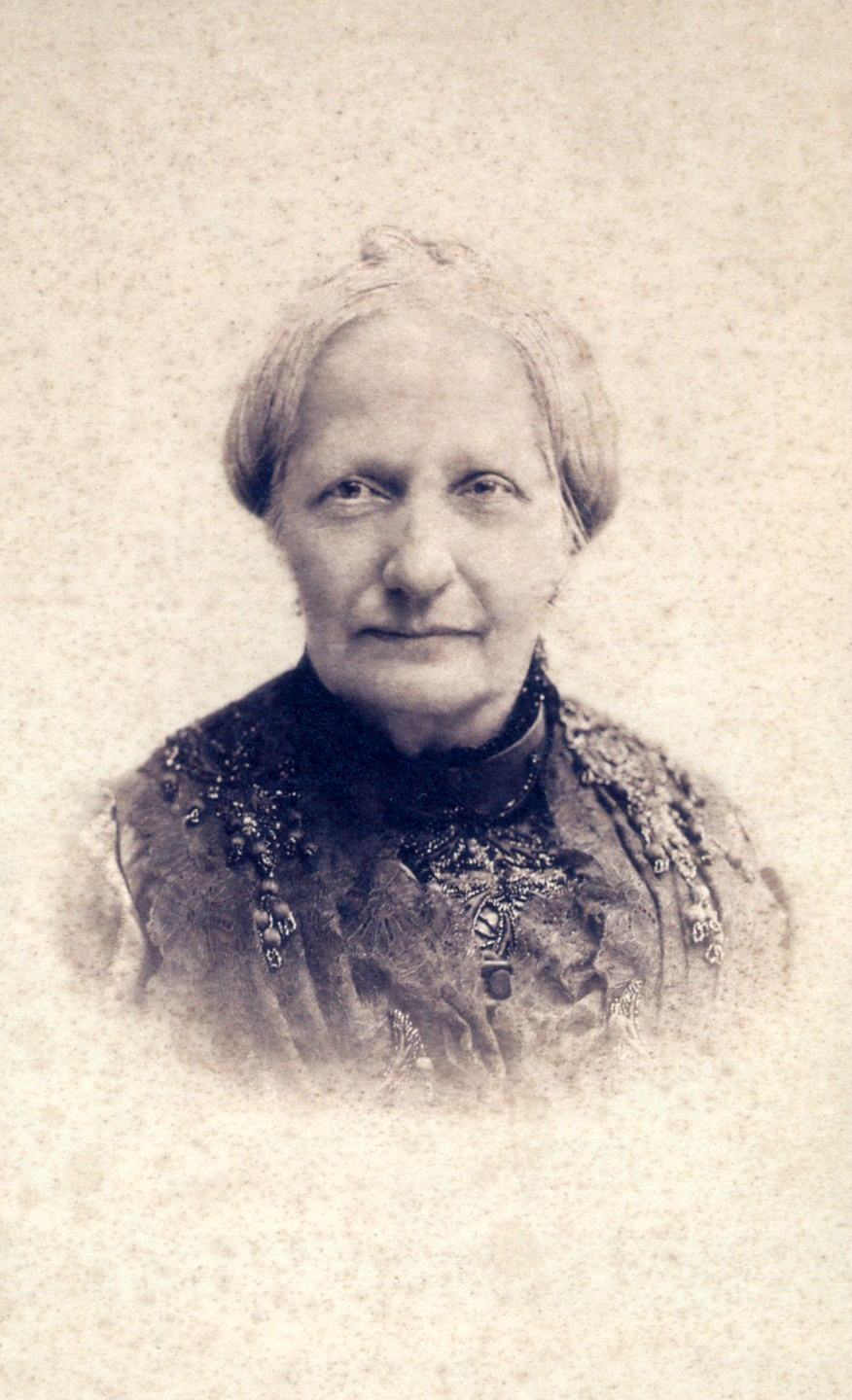
Theresia Christina, keizerin van Brazilië (1888), Félix Nadar, Instituto Moreira Sales

- Bibliothèque nationale de France: cb16661196n (data)
- Gemeinsame Normdatei: 118973835
- International Standard Name Identifier: 0000 0004 0192 6040
- Library of Congress Control Number: n85269237
- Virtual International Authority File: 296747386
- WorldCat: E39PBJrWDRgVKGhbw9WTkm7rbd